# In Caliente
Pour plus de détails, voir Fiche technique et Distribution.
In Caliente est un film américain réalisé par Lloyd Bacon et sorti en 1935, dont les numéros musicaux ont été dirigés par Busby Berkeley.

## Synopsis
Larry MacArthur, dynamique directeur du magazine mondain Manhattan Madness, aime son surmenage et les alcools forts mais décide de se marier avec une blonde divorcée spécialiste des riches maris. Harold Brandon, propriétaire du magazine, profite d'un sommeil éthylique de son directeur pour lui éviter le mariage en l'emmenant au Mexique. À In Caliente, station touristique prisée des américains, les deux compères font bientôt la rencontre de la belle vacancière Rita Gomez qui est danseuse, La Espagnita. Larry s'éprend de la belle sans la reconnaître, quelques mois plus tôt il a en effet publié une critique incendiaire à son encontre.

## Fiche technique
- Titre : À Caliente
- Titre original : In Caliente
- Réalisation : Lloyd Bacon et Busby Berkeley
- Scénario : Jerry Wald, Julius J. Epstein, d'après une histoire de Ralph Block
- Chef opérateur : George Barnes, Sol Polito
- Musique : Bernhard Kaun
- Montage : James Gibbon
- Direction artistique : Robert M. Haas
- Costumes : Orry-Kelly
- Genre : film musical, comédie
- Production : Edward Chodorov pour Warner Bros
- Durée : 84 minutes
- Date de sortie :
  - États-Unis : 25 mai 1935

## Distribution
- Dolores del Rio : Rita Gomez/La Españita
- Pat O'Brien : Laurence 'Larry' MacArthur
- Leo Carrillo : José Gomez
- Edward Everett Horton : Harold Brandon
- Glenda Farrell : Miss Clara Thorne
- Phil Regan : Peter Casey/Pedro Casinova
- Wini Shaw : Loïs
- Luis Alberni : le magistrat
- George Humbert : le photographe mexicain
- Harry Holman : Joe Biggs
- Soledad Jiménez : Maria
- Herman Bing : le fleuriste mexicain
- George Regas (non crédité) : Premier policier à moto